# Wilma Landkroon
Wilma Landkroon (Enschede, 28 april 1957) is een Nederlandse voormalig zangeres die op jeugdige leeftijd onder de artiestennaam Wilma een bliksemcarrière in het levenslied doormaakte. Haar zuivere stemgeluid was haar handelsmerk. Omdat Wilma op jeugdige leeftijd al fulltime artieste was en nadien een weinig fortuinlijke levensloop had, wordt zij door velen beschouwd als een slachtoffer van onverantwoorde exploitatie.
Wilma is de zus van Henny Thijssen, een Nederlandse zanger, tekstschrijver en producer.

## Biografie
Wilma werd ontdekt door Gert Timmerman en scoorde in 1968 haar eerste hit met Heintje (Bau' Ein Schloss Für Mich) - een antwoordlied op Ich bau' dir ein Schloss van Heintje. Wilma behaalde vervolgens nog een aantal successen, speelde in enkele Duitse films en hield zich al die tijd, gestimuleerd door haar manager Ben Essing en haar vader, meer bezig met het artiestendom dan met het afronden van een schoolopleiding.
In 1969 was Wilma te zien in de Duitse film Klassenkeile.
Na Gert Timmerman en Ben Essing ontfermde Pierre Kartner zich over het jonge sterretje en scoorde Wilma haar grootste hit: Zou het erg zijn lieve opa - een duet met Vader Abraham dat in 1971 de eerste plaats bereikte in de Top 40 en de Daverende Dertig. Daarna ging het bergafwaarts met Wilma. De single Waarom laat iedereen mij zo alleen was voorlopig haar laatste studio-opname en in 1972 eindigde de samenwerking. Ze belandde in een kindertehuis en werd in 1975 gearresteerd wegens inbraak.
In 1981 zong ze mee met de single Van Washington naar Moskou die werd uitgebracht onder de naam Sterren Voor Vrede. Andere sterren waren Peter Koelewijn, Conny Vink, Dries Holten, Jacques Herb en Don Mercedes.
In 1994 haalde Wilma nog even de kranten omdat haar huis afbrandde. Bij deze calamiteit gingen al haar gouden platen verloren.
De comebackpogingen Het leven is oneerlijk, Recht op een beetje geluk en Waarom heb ik je nodig? (1992) leverden ondertussen niet het verhoopte succes. In 1995 keerde Wilma de showbizz definitief de rug toe.
In 2005 was ze met Jan Smit te gast in een televisieprogramma van Paul de Leeuw. Haar negatieve herinneringen aan Ben Essing en Pierre Kartner stak ze daarbij niet onder stoelen of banken.

## Wilma's hitnoteringen
| Single met eventuele hitnotering(en) in de Nederlandse Top 40 | Datum van verschijnen | Datum van binnenkomst | Hoogste positie | Aantal weken | Opmerkingen                               |
| ------------------------------------------------------------- | --------------------- | --------------------- | --------------- | ------------ | ----------------------------------------- |
| Heintje (Bau ein Schloss für mich)                            |                       | 2-11-1968             | 27              | 4            |                                           |
| Een klomp met een zeiltje                                     |                       | 21-6-1969             | 20              | 12           | #19 in de Parool Top 20                   |
| Grootpappa                                                    |                       | 27-9-1969             | 30              | 4            |                                           |
| Tachtig rode rozen                                            |                       | 15-11-1969            | 23              | 6            | #20 in de Hilversum 3 Top 30              |
| 'n Suikerspin                                                 |                       | 4-7-1970              | 22              | 7            | #28 in de Hilversum 3 Top 30              |
| Voor een pop ben ik te groot                                  |                       | 2-1-1971              | 32              | 3            |                                           |
| Zou het erg zijn lieve opa                                    |                       | 5-6-1971              | 1               | 15           | met Vader Abraham / #1 in de Daverende 30 |
| Schenkt man sich Rosen in Tirol                               |                       | 20-11-1971            | tip             |              | met John van Kesteren                     |
| Ik heb een vraag                                              |                       | 27-11-1971            | 17              | 8            | #19 in de Daverende 30                    |
| Waarom laat iedereen mij zo alleen                            |                       | 22-7-1972             | tip             |              |                                           |
| Gebeurtenissen                                                |                       | 11-11-1972            | tip             |              |                                           |